# 格涅兹诺省

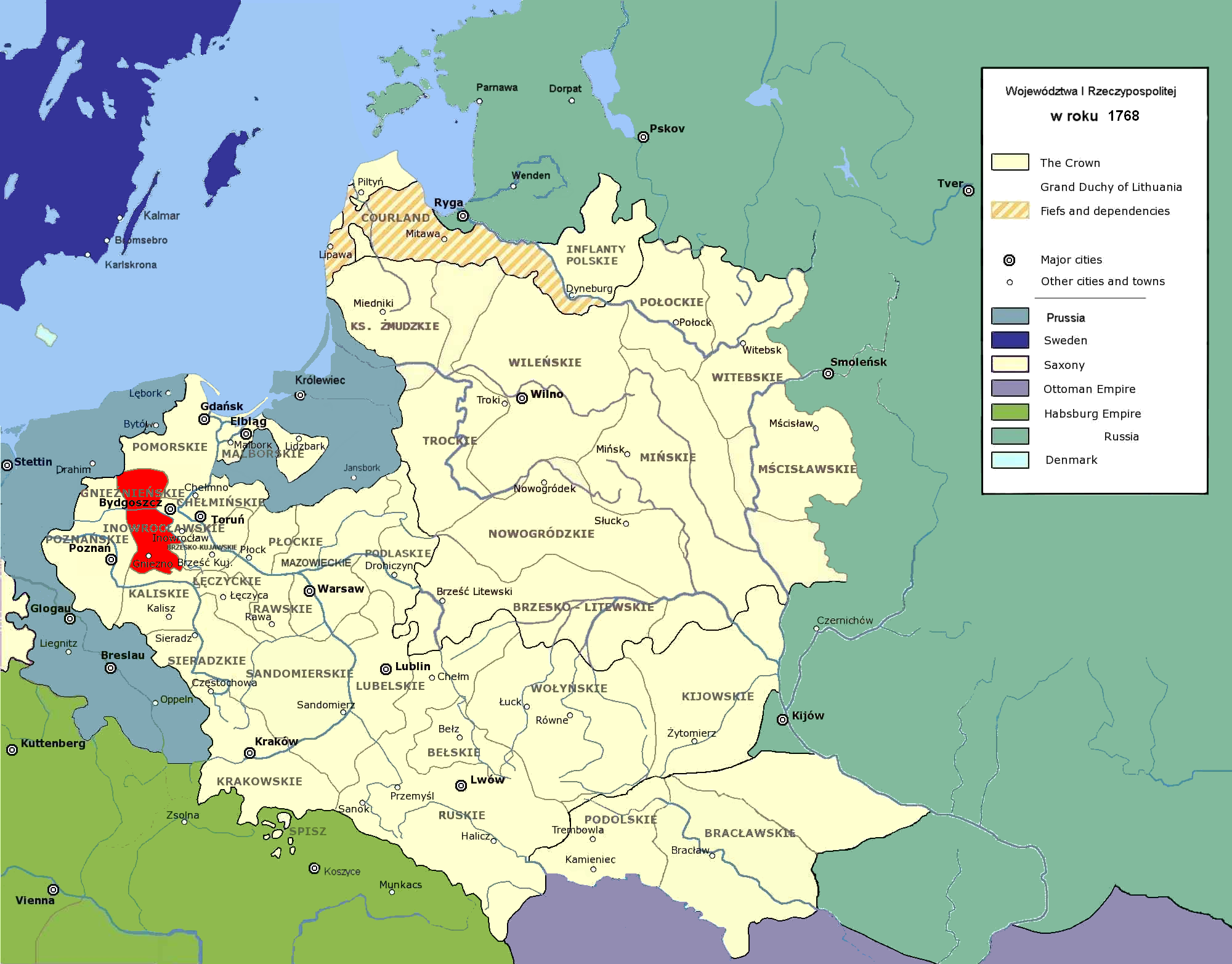
格涅兹诺省（红色区域）

格涅兹诺省（波蘭語：Województwo Gnieźnieńskie，拉丁語：是一个自1768年存在了很短时间的波兰行政区划和地方政府，分割于卡利什省，于1772年到1795年才消失。其属于大波兰行省。

## 政府部门所在地
大波兰总总督（Starosta Generalny）所在地：
- 波兹南

省总督（wojewoda）所在地：
- 格涅兹诺

大波兰大区议会（Sejmik Generalny）所在地：
- 科沃

## 行政区划
| 行政区划   | 波兰语              | 首府     |
| 格涅兹诺县 | Powiat Gnieżnieński | 格涅兹诺 |
| 科奇尼亚县 | Powiat Kcyński      | 科奇尼亚 |
| 纳科沃县   | Powiat Nakielski    | 纳科沃   |

## 临近省份和地区
- 波美拉尼亚省
- 伊诺弗洛科沃夫省
- 布杰斯克-库亚雅省
- 卡利什省
- 波兹南省